# Масерија Маркитари (Беневенто)
Масерија Маркитари је насеље у Италији у округу Беневенто, региону Кампанија.
Према процени из 2011. у насељу је живело 24 становника. Насеље се налази на надморској висини од 618 м.